# Giovanni Vitelleschi

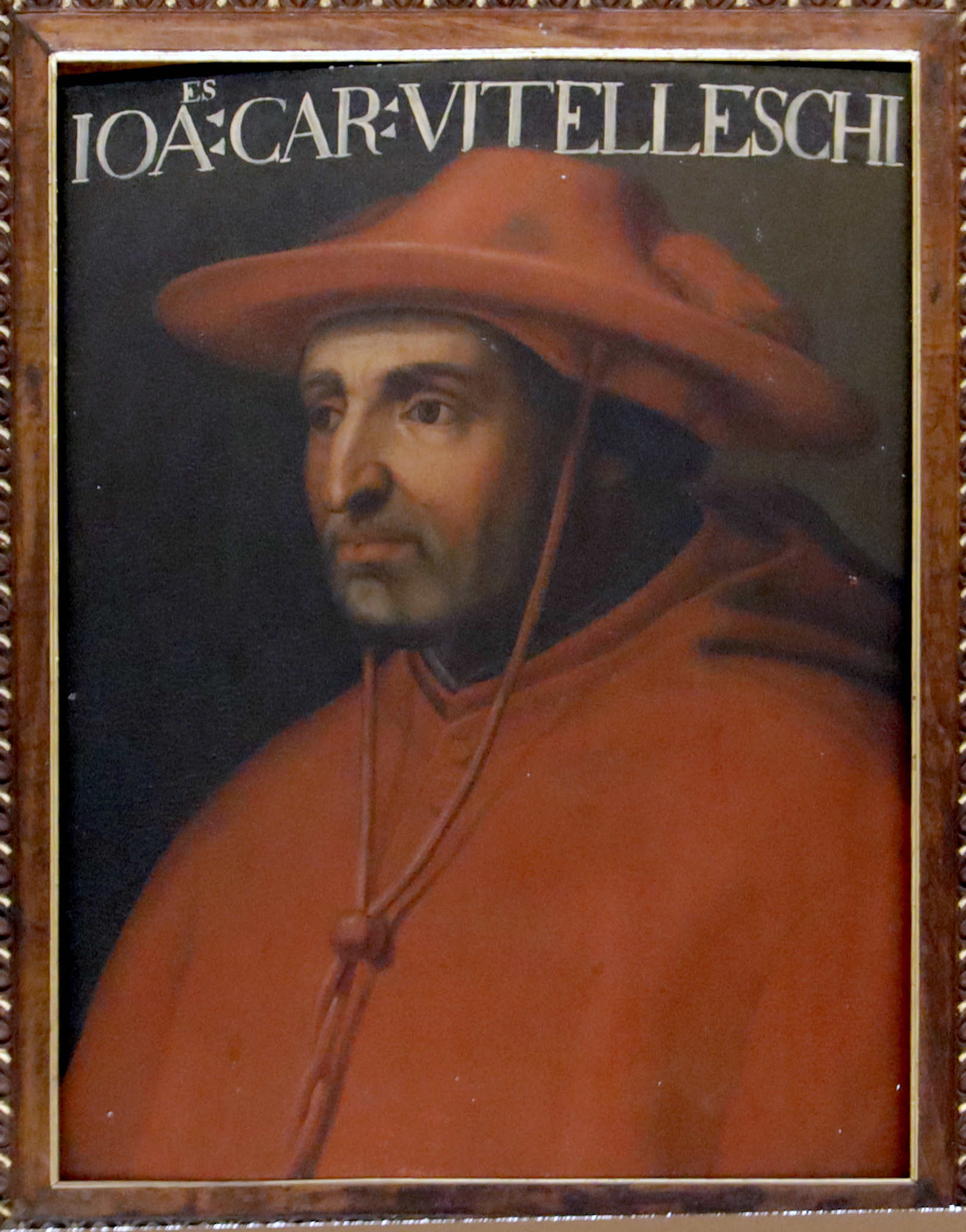
Kardinal Giovanni Maria Vitelleschi (Gemälde von Cristofano dell'Altissimo, um 1560)

Giovanni Maria Vitelleschi (* 1390 in Corneto (heute Tarquinia); † 2. April 1440 in Rom) war ein italienischer Condottiere, der von Papst Eugen IV. zum Kardinal gemacht wurde.

## Leben
Vitelleschi hatte seine militärische Ausbildung als Jugendlicher in der banda Tartaglias erhalten und seine Erziehung unter Vormundschaft des Papstes Martin V. vervollständigt, der ihn zum Apostolischen Protonotar machte.
Er war seit 1431 Bischof von Recanati und Kommandeur der päpstlichen Armeen, als die Colonna-Fraktion, die um ihre Einkünfte fürchtete, in Rom einen Aufstand schürte. In der Stadt wurde zeitweise eine Republik errichtet, die Papst Eugen IV. am 4. Juni 1434 ins Exil nach Florenz zwang. Mit wilder Grausamkeit wurde die Stadt von Giovanni Vitelleschi im folgenden Oktober unterworfen. Er hob alle Rechte der Römer auf und wies den Senat an, ihn tertius pater patriae post Romulum (dritter Vater des Vaterlandes seit Romulus) zu nennen. Er kommandierte die päpstlichen Truppen gegen René von Anjou, der den Thron von Neapel für sich beanspruchte, belagerte und eroberte 1439 Foligno.

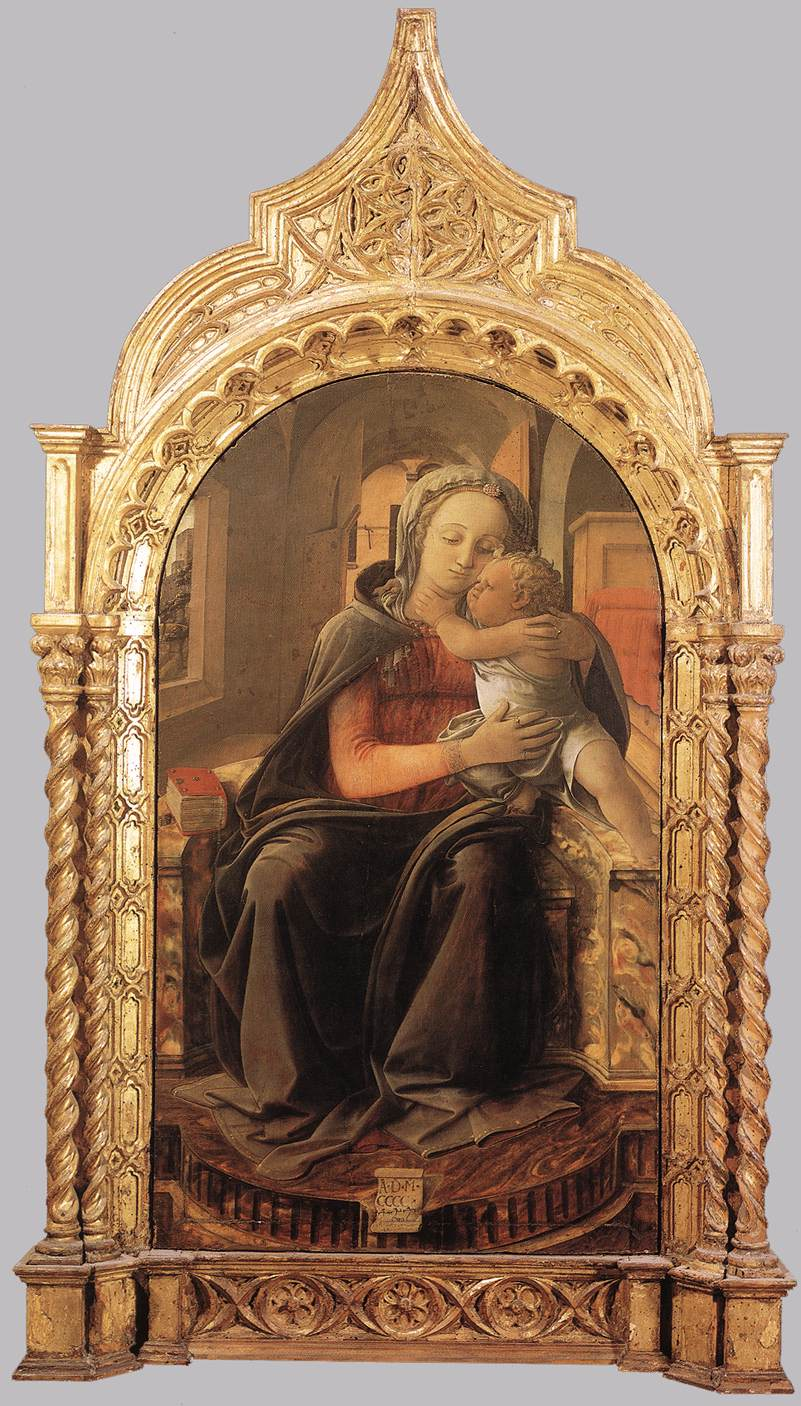
Filippo Lippi: Madonna Tarquinia; Auftragsarbeit für Giovanni Vitelleschi

Sein Erfolg bei der Unterdrückung der Republikaner Roms brachte ihm den Ehrentitel Lateinischer Patriarch von Alexandria ein und den des Erzbischofs von Florenz. Am 9. August 1437 wurde er von Eugen IV. zum Kardinalpriester erhoben (Titelkirche: San Lorenzo in Lucina), genannt „Kardinal von Florenz“, wo man ihm mit tiefstem Misstrauen begegnete.

„Er war dreist und schlau, und mit seinem großen Einfluss als Kommandeur sämtlicher Streitkräfte der Kirche führte er alle Unternehmungen des Pontifex, ob in der Toskana, der Romagna, dem Königreich Neapel oder in Rom. Er erwarb sich so viel Macht über den Pontifex und die päpstlichen Truppen, dass der erste Angst hatte, ihm zu befehlen, und die letzteren niemand anderem gehorchten.“

Die florentinischen Spione hatten ein wachsames Auge auf seine Post und fingen bald Briefe des Patriarchen an Niccolò Piccinino ab, der gerade die Toskana mit seinen Leuten verwüstete. Die Korrespondenz war verschlüsselt und voller Umschreibungen, wurde aber als für den Papst selbst gefährlich interpretiert. Eugen entschied, den Patriarchen einzukerkern. Die Art und Weise, wie er am Castel Sant’Angelo, der Engelsburg in Rom, durch den Kastellan Antonio Rido aus Padua gefangen genommen wurde, wird von Machiavelli berichtet.

„Der Patriarch, nachdem er sich entschieden hatte, in die Toskana zu reisen, bereitete sich vor, Rom am folgenden Tag zu verlassen, und befahl dem Kastellan, am Morgen auf der Zugbrücke der Burg zu sein, da er mit ihm bei der Abfahrt sprechen wolle. Antonio erkannte dies als den besten Moment, unterrichtete seine Leute, was sie zu tun hätten, und erwartete die Ankunft des Patriarchen auf der Brücke, die an die Gebäude anstößt, und aus Sicherheitsgründen heraufgezogen oder heruntergelassen werden kann, wie die Gelegenheit es gebietet. Die genannte Zeit fand ihn pünktlich, und Antonio, der ihn, wie um das Gespräch angenehmer zu machen, auf die Brücke gezogen hatte, gab seinen Leuten ein Zeichen, die sie daraufhin sofort heraufzogen, so dass der Kardinal, eben noch Kommandeur von Armeen, sich nun als Gefangener des Kastellan fand. Die Gefolgsleute des Patriarchen stießen anfangs Drohungen aus, wurden aber besänftigt, indem sie über des Papstes Anweisungen unterrichtet wurden. Der Kastellan tröstete ihn mit freundlichen Worten, und er antwortete: ‚Die Großen machen keine Gefangenen, um sie wieder gehen zu lassen; und die, bei denen es zweckmäßig ist, sie festzunehmen, soll man nicht freilassen.‘ Er starb kurze Zeit später im Gefängnis.“

Einige Zeit nach seinem Tod, am 1. März 1441, verkündete Eugen IV. in einer Bulle, dass er seinem Feind vergeben habe und beteuerte, der Tod des Kardinals Vitelleschi sei die natürliche Folge seiner Wunden und nicht das Ergebnis eines Giftanschlags gewesen. Im Jahr 1450 erlaubte Papst Nikolaus V. die Überführung der Gebeine Vitelleschis in die Kathedrale von Corneto.

## Nachfahren
Die Familie Vitelleschi behielt beträchtliches Gewicht in Zentralitalien. Vitelleschis Neffe, Bartolomeo Vitelleschi († 13. Dezember 1463), Bischof von Corneto und Montefiascone, wurde am 6. April 1444 zum Kardinal ernannt.